# Gabriele Gilardoni
Gabriele Gilardoni (29 december 1903 - 1996) was een Zwitsers voetballer die speelde als verdediger.

## Carrière
Gilardoni speelde tussen 1930 en 1934 voor FC Lugano en in dezelfde periode was hij ook international voor Zwitserland, waarvoor hij 17 interlands speelde.
Hij won de beker in 1931.

## Erelijst
- FC Lugano
  - Zwitserse voetbalbeker: 1931